# دهه ۲۳۰ (میلادی)
دهه ۲۳۰ (میلادی) دهه بیست و سوم تقویم میلادی است.

## درگذشتگان
‎